# Ivan Bernier
Pour les articles homonymes, voir Bernier.
Ivan Bernier est un juriste québécois et professeur émérite de l'Université Laval. Il est spécialisé en droit constitutionnel et droit international.

## Honneurs
- 2017 - Prix de la diversité culturelle[2]
- 2012 - Prix d'honneur de la Société des relations internationales du Québec[2]
- 2011 - Officier de l'Ordre de la Pléiade[2]
- 2004 - Professeur émérite de l'Université Laval[2]
- 2001 - Prix d'excellence de l'Association canadienne des professeurs de droit[1]
- 1999 - Doctorat honoris causa de l'Université McGill[1]